# Kommunistiska ungdomsinternationalen
Kommunistiska ungdomsinternationalen (KUI) var namnet på Tredje internationalens ungdomsorganisation, bildad i en ölhall i Berlin, i november 1919 av föregångaren Internationella unionen av socialistiska ungdomsorganisationer. 
Initiativtagare och generalsekreterare var Willi Münzenberg som senare efterträddes av Voja Vujović. En känd person i KIM:s exekutivkommitté var den brasilianska aktivisten Olga Bernairo som gasades ihjäl av nazisterna.
Ungdomsinternationalen upplöstes 1943 tillsammans med moderorganisationen Komintern.